# Städtisches Werner-von-Siemens-Gymnasium
Das Städtische Werner-von-Siemens-Gymnasium (kurz: WSG) ist ein Gymnasium in München-Neuperlach mit naturwissenschaftlich-technologischem und sprachlichem Zweig, das 1970 als eines von neun zwischen 1967 und 1973 entstandenen städtischen Gymnasien gegründet wurde. Nach mehreren Gastunterbringungen verfügt die Schule seit 1975 über ein eigenes Schulgebäude, welches zum Schulzentrum an der Quiddestraße gehört. Das Gymnasium ist wie auch die benachbarte Werner-von-Siemens-Realschule nach dem Erfinder und Firmengründer Werner von Siemens benannt.

## Lage
Das Gymnasium befindet sich im Schulzentrum an der Quiddestraße in unmittelbarer Nähe des Ostparks im Stadtteil Neuperlach und wird von der Quidde-, der Albert-Schweitzer- und der Heinrich-Wieland-Straße eingegrenzt. Die Schule ist mit den U-Bahn-Linien 5,7 und 8 (Quiddestraße) und den Bus-Linien 139, 192, 197 und 199 erreichbar.

## Gebäude
Als das WSG im September 1970 den Schulbetrieb aufnahm, hatte es noch kein eigenes Schulgebäude. Zunächst wurde in der Grundschule am Strehleranger unterrichtet, dann ab Schuljahr 1971/72 in der Grundschule an der Klabundstraße. Im Jahr 1975 bezog es eigene Räumlichkeiten im neu errichteten Schulzentrum Perlach-Nord, das nach Abschluss der Renovierung 2010 in Schulzentrum an der Quiddestraße umbenannt wurde. Das Schulzentrum wurde nach Plänen von Bernhard von Busse und Eberhard Schunck zusammen mit dem Münchner Landschaftsarchitekten Gerhart Teutsch errichtet. Mit seinen abgehängten Betonfassadenteilen und seinem Flachdach handelt es sich um ein Bauwerk im Stil des gemäßigten Brutalismus.
In den Jahren 2007 bis 2009 wurde das Schulzentrum renoviert. In dieser Zeit befanden sich die Realschule und die Orientierungsstufe in einem anderen Schulgebäude und das Gymnasium jeweils auf den Seiten des Gebäudes, die gerade nicht umgebaut wurden. Seit dem Schuljahr 2009/10 sind wieder alle Schulen in dem renovierten Schulgebäude.
Das Mehrzweckgebäude mit polygonalem Grundriss, in dem sich die Mensa befindet, wurde zum Jahreswechsel 2018/19 in die Liste der Baudenkmäler in Perlach aufgenommen. Laut Denkmalbehörde seien die komplexe architektonische Form und die offenen Grundrisse ein Beispiel für eine „pädagogisch motivierte Architektur“; außerdem habe der Bau mit seiner bewegten Dachlandschaft aus geraden und verschieden geneigten Dachflächen ein „skulpturales Erscheinungsbild“. Aus diesem Grund mussten bereits vorliegende Pläne für eine Erweiterung des Schulzentrums 2019 storniert und eine neue Vorplanung begonnen werden.

## Unterricht

### Sprachenfolge
- Sprachliches Gymnasium (SG)
  - Englisch (ab Jahrgangsstufe 5)
  - Latein oder Französisch (2. Fremdsprache) (ab Jahrgangsstufe 6)
  - Italienisch (3. Fremdsprache)

- Naturwissenschaftlich-technologisches Gymnasium (NTG)
  - Englisch (ab Jahrgangsstufe 5)
  - Latein oder Französisch (2. Fremdsprache) (ab Jahrgangsstufe 6)

### Wahlunterricht (nachmittags)
Fotografie, Schulspiel (Theaterpädagogik), Spanisch, Türkisch, Italienisch, Werken, Orchester, Chor, Instrumentalunterricht (Violine, Saxophon, Trompete, Klavier), Schulband bzw. Big Band
Wahlunterricht in Sport: Inline-Skating, Sportklettern, Tischtennis, Volleyball, Basketball, Fußball, Badminton und Schwimmen.

### Sonstiges
- In der 5. und 6. Jahrgangsstufe wird der Unterricht im Fach Deutsch in Kleingruppen gehalten. Damit ist eine intensive Förderung der Kompetenz im Deutschen etabliert. Die Förderung im Deutschen wird als besonders wichtig erachtet, da eine gute Sprachbeherrschung eine der wesentlichen Grundlagen für einen langfristigen Erfolg am Gymnasium darstellt.

- In den fünften und siebten Klassen findet ein Skill-Trainingsprogramm zur Erlernung der am Gymnasium erforderlichen Arbeitstechniken statt. Ab der neunten Klasse wird der Geografie bzw. Geschichts-Unterricht wahlweise in Deutsch oder Englisch angeboten (→ zweisprachiger Unterricht).

## Besonderheiten

### Infrastruktur
Das gesamte Schulgebäude ist vernetzt und somit stehen in allen Klassenräumen Internet-Zugänge sowie Computer bzw. Laptops zur Verfügung. Interaktive Whiteboards stehen seit dem Schuljahr 2021/2022 in allen Unterrichtsräumen zur Verfügung. Die Computernutzung erfolgt hauptsächlich in den vier Computerräumen. Auf einem Teil der Nordwiese wurde in den letzten Jahren ein Hochseilgarten errichtet, welcher sowohl schulintern als auch von externen Personen genutzt werden kann.

### Betreuungsangebote
An der Schule gibt es eine schuleigene Mensa und eine eigene Leihbibliothek. In den fünften bis siebten Jahrgangsstufen wird ein offener Ganztagsbetrieb geführt.

### Förderverein
Im Jahr 2003 wurde aufgrund der Einsparungen öffentlich bereitgestellter Finanzen der Förderverein Werner-von-Siemens-Gymnasium e. V. mit dem Ziel der Verbesserung der Ausbildungsbedingungen für die Schüler am Städtischen Werner-von-Siemens-Gymnasium gegründet.

### Drehort
Das Werner-von-Siemens-Gymnasium war der Drehort des 1984 veröffentlichten Films Echt tu matsch, in dem in einem Experiment den Schülern die Kontrolle übergeben wird. Außerdem wurde das komplette Gebäude zu Beginn des Jahres 2017 zu einer Filmkulisse des Filmes Fack ju Göhte 3 umgestaltet, welcher dort teils sowohl in den Osterferien als auch in den Pfingstferien gedreht wurde.

## Soziale Aspekte
Integrations- und Präventionsprogramme (obligatorisch im Rahmen des Pflichtunterrichts) fördern die interkulturelle Kompetenz aller Schüler. Die Landeshauptstadt München unterstützt diese Maßnahmen ideell und finanziell. Die teilnehmenden Schüler profitieren von den Fördermodulen.
Auf Grund ihres Engagements zur Integration aller Schüler zu einem gemeinsamen produktiven Leben und Lernen wurde die Schule mit dem Sonderpreis „Münchner Lichtblicke 2010“ ausgezeichnet. Dieser Preis wird jährlich durch die Landeshauptstadt München, den Ausländerbeirat und den Verein Lichterkette ausgelobt. Er wurde der Schule am 17. Januar 2011 bei einem Festakt im Saal des Alten Rathauses verliehen. Ausdrücklich gewürdigt wurde „… der engagierte Einsatz … für ein friedliches Zusammenleben von Menschen unterschiedlicher Kulturen in München“.